# Амстердам (Њујорк)
Амстердам (енгл. Amsterdam) град је у америчкој савезној држави Њујорк. По попису становништва из 2010. године у њему је живело 18.620 становника. Град је добио име по Амстердаму, главном граду Холандије.

## Демографија
Према попису становништва из 2010. године у граду је живело 18.620 становника, што је 265 (1,4%) становника више него 2000. године.
| Група             | 2000.          | 2010.          |
| Белци             | 14.797 (80,6%) | 12.681 (68,1%) |
| Афроамериканци    | 399 (2,2%)     | 712 (3,8%)     |
| Азијати           | 131 (0,7%)     | 165 (0,9%)     |
| Хиспаноамериканци | 2.941 (16,0%)  | 4.873 (26,2%)  |
| Укупно            | 18.355         | 18.620         |